# Walangkha
Walangkha (nep. बालंखा) – gaun wikas samiti we wschodniej części Nepalu w strefie Kośi w dystrykcie Bhojpur. Według nepalskiego spisu powszechnego z 2001 roku liczył on 389 gospodarstw domowych i 1818 mieszkańców (934 kobiet i 884 mężczyzn).